# Större träfjäril
Större träfjäril, Cossus cossus är en art i familjen träfjärilar som tillhör ordningen fjärilar.
Det finns ett otal synonyma namn på den här fjärilen, från de mer fantasieggande trädödare (träd-ödare) och vedborre till vanlig träfjäril eller allmän träfjäril, även allmän trädödare förekommer. 
Vingspannet är 65–88 millimeter och den är kraftigt byggd. Den förekommer i lövskog.
Larven livnär sig av trä och föredrar släktet viden men hittas också på asp, björk och några fruktträd. Artens utbredningsområde sträcker sig över Europa, norra Afrika och tempererade delar av Asien. Honan lägger sina ägg under trädens bark och där lever larverna upp till fyra år. På hösten påträffas ofta stora larver som är på jakt efter en lämplig plats att övervintra och genomföra puppstadiet. Larverna har förmågan att ge ett kraftigt nyp och kan även avge illaluktande ämnen att försvara sig med. Den fullbildade fjärilen är aktiv från maj till augusti och äter ingen föda alls.

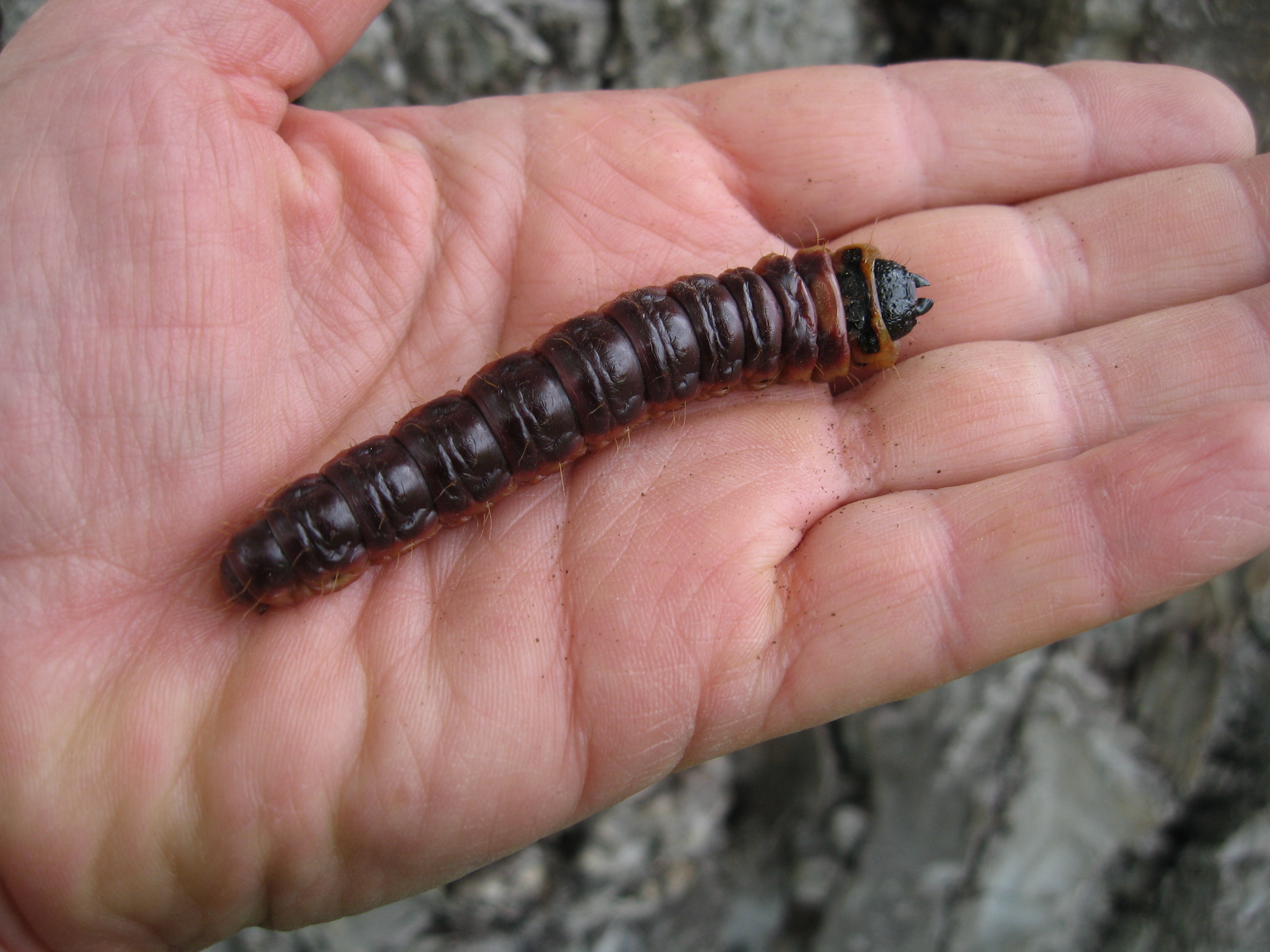
Fjärilslarven är även den stor.
- En vandrande larv av större träfjäril.